# Claudia Fraas
Claudia Fraas (geboren 1957 in Halle an der Saale) ist eine emeritierte Professorin der Linguistik und Medienwissenschaften. Sie ist Mitgründerin des Instituts für Medienforschung an der TU Chemnitz. Zu ihren wissenschaftlichen Schwerpunkten gehörten Online-Diskurse und Frame-Analysen.

## Werdegang
Von 1975 bis 1980 studierte Claudia Fraas Germanistik und Sprachwissenschaft an der Universität Leipzig. Sie blieb bis 1983 als Doktorandin an der Universität Leipzig und promovierte dort. Ihre Dissertation beschäftigt sich mit syntaktischen Konstruktionen und deren Relation zur Sprecherintention.
Von 1983 bis 1985 arbeitete sie als wissenschaftliche Assistentin an der Universität Jena, danach war sie von 1985 bis 1988 ebenfalls als wissenschaftliche Assistentin an der Technischen Universität Ilmenau tätig.
Ab 1988 war Claudia Fraas als wissenschaftliche Mitarbeiterin am Zentralinstitut für Sprachwissenschaft (ZISW) der Akademie der Wissenschaften Berlin beschäftigt. Währenddessen habilitierte sie 1989 an der Technischen Universität Dresden.
1992 kam sie nach Mannheim. Bis 2001 war sie am Leibniz-Institut für Deutsche Sprache wissenschaftliche Mitarbeiterin in der Abteilung Sprachentwicklung in der Gegenwart (heute bekannt als Lexik-Abteilung). Seit 1996 hatte sie zusätzlich einen Lehrauftrag an der Universität Mannheim inne und unterrichtete ab 1997 als Privatdozentin für Germanistische Linguistik an der Fakultät für Sprach- und Literaturwissenschaft der Universität Mannheim.
Von 2000 bis 2017 war Claudia Fraas an der Technischen Universität Chemnitz. Dort war sie am Aufbau der C3-Professur Medienkommunikation und der Studiengänge „B.A. Medienkommunikation“ und „M.A. Digitale Medien- und Kommunikationskulturen“ beteiligt. Auch ist sie Gründungsmitglied des Instituts für Medienforschung, welches sich in der Philosophischen Fakultät der TU Chemnitz ansiedelt. Die Professur Medienkommunikation leitete sie bis zum 1. Oktober 2017. Danach ging sie in den Ruhestand.

## Wissenschaftliche Schwerpunkte
Als Linguistin und wissenschaftliche Mitarbeiterin am Leibniz-Institut für Deutsche Sprache beschäftigte sich Claudia Fraas vorwiegend mit der lexikalischen Semantik, den Entwicklungstendenzen der Gegenwartssprache, der Begriffsgeschichte, der Sprache im politischen Diskurs und der Kommunikation allgemein. Auch ihre Lehrveranstaltungen an der Universität Mannheim spiegelten diese Schwerpunkte wider: sie hielt Vorlesungen über Themen wie Sprachwandel, Sprachkritik, Begriffsgeschichte, Kognition und Kommunikation.
Zwischen 1995 und 2000 durchlief Claudia Fraas eine Umhabilitation. Mit dem Wechsel an die TU Chemnitz verlagerte sie auch ihre linguistischen Schwerpunkte hin zu den Kommunikations- und Medienwissenschaften. An der TU forschte sie vermehrt im Bereich der digitalen vernetzten Kommunikation und widmete sich den qualitativen Methoden der Medien- und Kommunikationsforschung, der Online-Diskurs-Analyse und der Frame-Analyse. Großes Forschungsinteresse zeigte sie an Online Diskursen: 2011 veranstaltete sie zusammen mit Christian Pentzold und Stefan Meier die Tagung „Online-Diskurse. Multimodalität, Hypertextualität, Transmedialität.“ Mit den beiden Medienwissenschaftlern veröffentlichte Fraas auch mehrere wissenschaftliche Arbeiten zum Thema Online-Diskurse. Auch war sie von 2009 bis 2011 Projektleiterin des Methodeninstrumentariums der Datenerhebung und -analyse zur Bestimmung von Online-Diskursen als gesellschaftliche Praktiken. Sowohl die Tagung als auch das Projekt wurden durch die DFG (Deutsche Forschungsgemeinschaft) gefördert.

## Publikationen (Auswahl)

### Monographien/Herausgeberschaften
- Fraas, Claudia / Kahnwald, Nina / Albrecht, Steffen / Köhler, Thomas / Herbst, Sabrina / Gerth, Michael / Morgner, Sven / Kawalek, Jürgen / Pentzold, Christian / Saupe, Volker / Schwendel, Jens / Stark, Annegret / Weller, Anja / Welz, Tobias (2016): Informelles Lernen Studierender mit Social Software unterstützen. Strategische Empfehlungen für Hochschulen. Reihe „Medien in der Wissenschaft“. Münster, New York: Waxmann.
- Fraas, Claudia / Meier, Stefan / Pentzold, Christian (2013): Online-Diskurse. Theorien und Methoden transmedialer Online-Diskursforschung. Cologne: Herbert von Halem
- Fraas, Claudia / Meier, Stefan / Pentzold, Christian (2012): Online-Kommunikation: Grundlagen, Praxisfelder und Methoden. München: Oldenbourg.
- Fraas, Claudia (1996): Gebrauchswandel und Bedeutungsvarianz in Textnetzen - Die Konzepte IDENTITÄT und DEUTSCHE im Diskurs zur deutschen Einheit. Tübingen.

### Artikel in Fachzeitschriften/Sammelbänden
- Fraas, Claudia / Pentzold, Christian (2018): Verbale und visuelle Medienframes im Verfahrensrahmen der Grounded Theory analysieren. In: Scheu, Andreas M. / Meyen, Michael (Hg.): Auswertung qualitativer Daten in der Kommunikationswissenschaft. Wiesbaden: Springer VS, S. 227–243.
- Fraas, Claudia / Pentzold, Christian (2015): Big Data vs. Slow Understanding? Voraussetzungen und Vorgehen softwareunterstützter Analyse transmedialer multimodaler Diskurse. In: Zeitschrift für germanistische Linguistik, 43(1), S. 112–133.
- Fraas, Claudia (2013): Frames – ein qualitativer Zugang zur Analyse von Sinnstrukturen in der Online-Kommunikation. In: Frank-Job, Barbara / Mehler, Alexander / Sutter, Tilmann (Hg.): Die Dynamik sozialer und sprachlicher Netzwerke. VS-Verlag, Wiesbaden, S. 259–283.
- Fraas, Claudia (2008): Online-Diskurse – Neue Impulse für die Diskursforschung. In: Stenschke, Oliver / Wichter, Sigurd (Hg.): Wissenstransfer und Diskurs. Frankfurt am Main: Lang (= Transferwissenschaften 7), S. 363–379.
- Fraas, Claudia (2003): Kognition und gesellschaftliche Konstruktion der Wirklichkeit – Begriffsgeschichte zwischen Kognitivismus und Konstruktivismus. In: Martin Wengeler (Hg.): Deutsche Sprachgeschichte nach 1945. Diskurs- und kulturgeschichtliche Perspektiven. Beiträge zu einer Tagung anlässlich der Emeritierung Georg Stötzels. Hildesheim/New York, S. 48–61.